# Marta Fernández Martín
Marta Fernández Martín (Zaragoza, 23 de agosto de 1966) es una política española, diputada de Vox y presidenta de las Cortes de Aragón desde el 23 de junio de 2023.